# Drosophila stenoptera
Drosophila stenoptera är en tvåvingeart som beskrevs av Elmo Hardy 1965. Drosophila stenoptera ingår i släktet Drosophila och familjen daggflugor.
Artens utbredningsområde är Hawaii.